# 31日

31日（さんじゅういちにち）は、暦上の各月における31日目である。
各月の31日については下記を参照。
- 1月31日
- 3月31日
- 5月31日
- 7月31日
- 8月31日
- 10月31日
- 12月31日

## 記念日・年中行事
- 五十日（ 日本、月最終日の場合） ※5か0のつく日および月末
- そばの日（ 日本、月最終日の場合）
日本麺業団体連合会が制定。昔、江戸の商人が毎月月末に縁起物として蕎麦を食べていたことから。